# Thuidium meyenianum
Thuidium meyenianum là một loài Rêu trong họ Thuidiaceae. Loài này được (Hampe) Dozy & Molk. miêu tả khoa học đầu tiên năm 1865.